# Yalıköy, Vakfıkebir
Yalıköy là một thị trấn thuộc huyện Vakfıkebir, tỉnh Trabzon, Thổ Nhĩ Kỳ. Dân số thời điểm năm 2011 là 1.945 người.